# Páramo de Paja Blanca
El Páramo de Paja Blanca es un área natural protegida dentro del macizo montañoso conocido como cerro Paja Blanca, volcán actualmente inactivo (antigüedad inferior a los 5 millones de años) localizado al sur del departamento colombiano de Nariño, entre los municipios de Contadero, Ospina, Iles, Pupiales, Guachucal, Gualmatán y Sapuyes.
El páramo es un ecosistema  de alta montaña ubicado en la zona intertropical, más exactamente en los principales macizos andinos del norte de América del Sur, entre Colombia, Venezuela y el norte de Perú, caracterizado por ser un ecosistema con predominio de vegetación arbustiva y de matorrales, y generalmente ubicado más allá de los 2500 metros de altitud sobre el nivel del mar.
El páramo se destaca por la diversidad y belleza de su flora y fauna, así como por su importancia ecológica y su función como regulador del ciclo hidrológico, en el que nacen varias fuentes hídricas que abastecen de agua a los municipios circundantes. 
Fue declarado como parque natural regional en diciembre de 2010.

## Localización y extensión
El complejo de páramos de Paja Blanca está ubicado en el sur del departamento de Nariño, con coordenadas . Posee una extensión aproximada de 3.107 hectáreas, entre los 3200 y 3636 m s. n. m.

## Contexto del área
El Parque natural Páramo de Paja Blanca se encuentra en la región sur de los Andes colombianos, más exactamente en la región conocida como Nudo de los Pastos, en donde la cordillera se divide en tres cadenas montañosas. Del páramo nacen multitud de quebradas y ríos, los cuales proveen el recurso hídrico a los siete municipios antes mencionados.

## Descripción del área

### Clima
El clima típico del páramo se caracteriza por ser frío a extremadamente frío con moderadas a abundantes precipitaciones, temperaturas mínimas por debajo de 0 °C y máximas que superan los 15 °C. La humedad relativa se mantiene generalmente alta (por encima de 83%) y a nivel promedio mensual rara vez baja del 73%. El régimen de precipitación es bimodal, con periodos de alta precipitación entre los meses de abril-mayo y septiembre-noviembre aproximadamente, con valores que varían entre 700mm anuales (Sector Páramo Berlín) y 2.000 mm (Sector Páramo Loma Grande) Referencia trece.

La evaporación en superficie libre (lagunas, pantanos, corrientes de agua), está alrededor de los 900 mm anuales, de acuerdo con registros existentes. Los cálculos de evapotranspiración potencial dan relativamente bajos, con valores alrededor de los 700 mm anuales, por lo cual aun con bajas precipitaciones, el clima de los páramos se clasifica como moderadamente húmedo y ligeramente húmedo.

### Cobertura del Suelo

#### Bosques Andinos
El 27% del área está cubierta por bosques andinos, los cuales se distribuyen aproximadamente desde los 2800 m s. n. m. hasta el límite de la zona paramuna hacia los 3000 m s. n. m., en algunos casos ascienden hasta los 3400 por los valles de las quebradas. En el sistema de clasificación CORINE Land Cover corresponden a los bosques densos de tierra firme. La variabilidad del bosque en cuanto a su estructura vertical está íntimamente relacionada con el relieve, encontrándose en las zonas bajas de pendientes moderadas un bosque con árboles más desarrollados (bosques densos altos) y a medida que se asciende hacia las zonas de mayor pendiente una vegetación que gradualmente adquiere un menor porte (bosque denso bajo) hasta la zona de transición con el matorral de subpáramo.

#### Tierras agropecuarias mixtas
Representa un 23% del área cual es producto de la trasformación a que han sido sometidos los bosques andinos y el ecosistema de páramo. Los agroecosistemas denominada tierras agropecuarias mixtas agrupan coberturas antropogénicas como cultivos, pastos y rastrojos. Esta unidad corresponde a un Mosaico de Cultivos, Pastos y Espacios Naturales en el sistema CORINE Land Cover. Esta unidad constituye un mosaico de cultivos (mora, lulo, maíz), pastos (Kikuyo), alternados con rastrojos que los agricultores dejan en descanso para la rotación de cultivos. Esta zona está sujeta a frecuentes intervenciones como rocería, quema y tala de árboles.

### Aspectos socioeconómicos
El desarrollo de las actividades agrícolas y pecuarias del sector primario, conforman la base económica fundamental de los pobladores asentados en el Páramo Santurbán, por cuanto se constituyen en la fuente de generación de empleo, ingresos y provisión de bienes, suministro de servicios públicos, infraestructura y equipamientos.
El sector primario demanda el mayor número de fletes, canales de comercialización de insumos y productos agropecuarios entre pequeños productores, intermediarios y comerciantes que participan de la acumulación de excedentes del sector. Estas actividades tienen una alta dependencia de la unidad familiar, generan organización social en torno al trabajo y los rendimientos por hectárea tienen una baja productividad. Ocasionalmente se contrata mano de obra para suplir las necesidades de recolección de cosechas.
A pesar de esto, los niveles y estándares de producción están por debajo de los promedios en el contexto económico Departamental y Nacional debido a los bajos niveles de tecnología, falta de fomento financiero y difíciles condiciones de comercialización. Se estima que el 80% del total de la producción provienen de las veredas que se ubican cerca al eje vial Bucaramanga - Cúcuta, siendo de importancia económica el cultivo de la Cebolla de hoja, y los frutales por los volúmenes que comercializa los distintos municipios con las Centrales de abastos de las Ciudades de Bucaramanga y Cúcuta.
En el tema de la minería, existen varias explotaciones tradicionales o artesanales de minerales como el mármol, calizas, arcillas, oro , entre otros. Además, Empresas multinacionales están realizando exploraciones mineras de Oro y otros minerales asociados, en los municipios de Mutiscua, Cucutilla, Vetas y California, lo que ha ocasionado el descontento general de autoridades municipales y comunidades locales, por las afectaciones que se vienen ocasionando a los ecosistemas naturales y especialmente al complejo lagunar, que se viene reflejando en la desecación de las lagunas y la extinción de especies de fauna y flora. Pese a las estrategias de la Conservación, es constante la presión por parte de agentes de las compañías multinacionales, por ejemplo, la compra de predios.

### Amenazas y problemas ambientales
- Intervención humana por la colonización del páramo (tala de la vegetación, quemas controladas y crecimiento de zonas agrícolas).
- Alteración de la función de regulación hídrica por compactación de los suelos producto de la ganadería.
- Los títulos mineros vigentes amenazan con afectar los frágiles ecosistemas de páramo, los cuales sustentan la oferta hídrica de gran parte de la población de Santander
- La minería a gran escala que quiere implementar la multinacional Minesa de Emiratos Árabes Unidos, amenazando con contaminar la fuente hídrica del páramo que alimenta a más de 4 millones de colombianos.
- Incendios que se puedan presentar amenazando fauna y flora de frailejones como el del 2 de febrero de 2021, el cual consumió 800 hectáreas del páramo durante 4 días.[4]

## Estado legal de la conservación

### Gestión legal en jurisdicción de Norte de Santander
Luego de la promulgación de la ley 94 de 1993, la gestión para definir y garantizar la conservación de los sistemas naturales, en especial los páramos y bosques altoandinos del complejo Santurbán-Almorzadero en el departamento Norte de Santander ha sido un proceso técnico, legal y de participación social desarrollado entre CORPONOR, el Ministerio de Ambiente y Desarrollo Sostenible, la Gobernación del Norte de Santander, los Municipios y las comunidades. Los antecedentes se resumen a continuación:
Mediante el acuerdo 0017 de 1999 del Consejo directivo de CORPONOR fórmula el Plan de Gestión Ambiental Regional (PGAR) y allí en la Zonificación Ambiental Territorial, los páramos se definieron como Zonas de Protección Especial; los municipios del área de Santurbán asumen la Zonificación del PGAR y definen legalmente en sus ordenamientos territoriales la condición de áreas para ser dedicadas a la protección. CORPONOR, en cumplimiento de su función como máxima autoridad ambiental y en consecuencia con las áreas delimitadas y definidas en sus usos por los municipios en sus ejercicios de Ordenamiento Territorial, agrupa las mismas, junto con las áreas ya declaradas de orden Nacional y otras áreas y ecosistemas y procesos de conservación en marcha, en ese momento y crea mediante el Acuerdo 011 del 13 de julio de 2004, del Consejo Directivo de CORPONOR, el Sistema Regional de Áreas Protegidas del Departamento Norte de Santander y de él forman parte las zonas en donde se localizan los páramos de Santurbán.
Así mismo en cumplimiento del artículo 3 del acuerdo 011 del 13 de julio de 2004 (SIRAP), se iniciaron y desarrollaron los procesos que hasta la fecha han permitido declarar el Distrito de Manejo Integrado (DMI) del páramo de Berlín (acuerdo n.º 017 de 23 de noviembre de 2007) que corresponde al complejo paramuno de Santurbán; el parque natural Regional Sisavita (acuerdo 008 del 18 de junio de 2008), que forma parte de complejo de páramos de Santurbán.  Desde el 2009 y hasta la fecha el actual proceso dirigido a declarar el parque natural Regional Santurbán-Sisavita que tendría cerca de 70 mil nuevas ha integradas al actual Parque de Sisavita y que en su conjunto forman parte integral de los páramos de Santurbán. El 21 de diciembre de 2013 mediante Acuerdo 020 del Consejo directivo de CORPONOR fue declarado el parque natural Regional Santurbán - Salazar de las Palmas, 19.088 hectáreas de Páramos y Bosques Altos Andinos en el Municipio de Salazar de las Palmas.
Finalmente cabe anotar que CORPONOR en cumplimiento de la Resolución 0769 de 5 de agosto de 2002 “Por el cual se dictan disposiciones para contribuir a la protección, conservación y sostenibilidad de los páramos”  y en aplicación de los Términos de Referencia de la resolución 0839 del 1 de junio de 2003 emanada del MAVDT, elabora y socializa, entre octubre de 2008 y mayo de 2009, el Estudio sobre el Estado Actual de los Páramos (EEAP) y el Plan de Manejo Ambiental (PMA) del complejo de páramos que cubre la denominada región de Almorzadero y Santurbán. Los mismos elaborados en escala 1:25.000,  son aprobados mediante los acuerdos de Consejo Directivo de COPONOR 037 (Santurbán) y 038 (Almorzadero)  de 2009 y en ellos se establece legamente una zonificación de usos del suelo en el que la conservación constituye el uso principal y se prohíbe la actividad minera. La zonificación obtenida y aprobada en los acuerdos 037 y 038 se constituyen en determinantes ambientales que los municipios deben incorporar en sus ajustes a sus ordenamientos territoriales.

### Gestión legal en jurisdicción de Santander
En noviembre de 2012, una propuesta de la Corporación Autónoma Regional para la Defensa de la Meseta de Bucaramanga - CDMB de incluir 10.890 hectáreas de un ecosistema de páramo, subpáramo y bosque en un parque natural regional en Santurbán, recibió concepto favorable del Instituto de Investigación de Recursos Biológicos Alexander von Humboldt. Por el acuerdo 1236 de 16 de enero de 2013 del Consejo Directivo de la Cdmb fue aprobado la creación del parque natural Páramo de Santurbán con una extensión de 11.700 hectáreas.